# Little Dancer
Singles de SPEED
Let's Heat Up!
(10 nov. 2010)
Little Dancer (リトルダンサー) est le vingtième single du groupe SPEED, sorti en 2011.

## Présentation
Le single sort le 10 août 2011 au Japon sur le label Sonic Groove, neuf mois après le précédent single du groupe, Let's Heat Up!. Il sort également au format CD+DVD avec une pochette différente et incluant un DVD en supplément contenant le clip vidéo et un making of.
C'est le sixième single du groupe depuis sa reformation définitive en septembre 2008. C'est aussi son quatrième single à ne pas avoir été écrit, composé et produit par Hiromasa Ijichi, mais cette fois par Yuki, chanteuse du groupe Bennie K. Il atteint la 18e place du classement des ventes de l'Oricon, et reste classé pendant quatre semaines. C'est alors le single le moins vendu du groupe.
La chanson-titre est utilisée comme thème musical pour une publicité ; elle figurera sur le prochain album original 4 Colors qui sortira un an plus tard, fin 2012. La deuxième chanson du single, Pride feat. Daijin : Ohga, collaboration avec le rappeur Daijin Ohga, figurera aussi sur l'album mais dans une version remaniée ("Original ver."). Le single contient également leurs versions instrumentales.

## Liste des titres
| CD    | CD                                                                  | CD                                          | CD    | CD | CD | CD | CD | CD | CD |
| No    | Titre                                                               | Paroles / Musique / Arrangements            | Durée |    |    |    |    |    |    |
| ----- | ------------------------------------------------------------------- | ------------------------------------------- | ----- | -- | -- | -- | -- | -- | -- |
| 1.    | Little Dancer (リトルダンサー)                                      | Yuki "Jolly Roger"                          | 4:09  |    |    |    |    |    |    |
| 2.    | Pride feat. Daijin: Ohga (PRIDE feat.大神：OHGA)                    | Yuki, Daijin Ohga / Yuki / Yuki, Mine-Chang | 3:43  |    |    |    |    |    |    |
| 3.    | Little Dancer (Instrumental) (リトルダンサー ...)                   | Yuki "Jolly Roger"                          | 4:08  |    |    |    |    |    |    |
| 4.    | Pride feat. Daijin: Ohga (Instrumental) (PRIDE feat.大神：OHGA ...) | (...) / Yuki / Yuki, Mine-Chang             | 3:40  |    |    |    |    |    |    |
| 15:41 |                                                                     |                                             |       |    |    |    |    |    |    |

| 1. | Little Dancer (music clip) (リトルダンサー ...)      |  |
| 2. | Speedway SP3 -music clip offshot- (SPEEDWAY SP3 ...) |  |